# Орден Рамы
Орден Рамы — (тайск. เครื่องราชอิสริยาภรณ์ อันมีศักดิ์ รามาธิบดี — Почётный орден Рамы) — государственная награда Королевства Таиланд, орден, присуждаемый за военные заслуги.

## История
Орден Рамы учредил 22 июля 1918 года король Рама VI Вачиравудх для награждения за отличия в военной службе в мирное время и во время войны.

Название ордена связано с тронным именем королей правящей династии Чакри, которую основал в 1782 году Рама I, укрепивший военную мощь Сиама и положивший конец агрессии Бирмы, а не с именем воплощённого божества в индуизме.

## Статут
Орденом награждаются военные и гражданские, мужчины и женщины, тайские подданные и иностранцы за военные заслуги перед Королевством Таиланд. Гроссмейстером ордена является правящий король Таиланда.

Орден имеет 4 класса и 2 медали. Степень достоинства награды зависят от статуса награждаемого лица.

## Классы

Орден 4 класса

### Первый класс
— Великий рыцарь-командор.

Великий рыцарь-командор носит шёлковую орденскую ленту-перевязь шириной 10 см через правое плечо со знаком ордена у левого бедра и звезду ордена на левой стороне груди.

### Второй класс
— Рыцарь-командор.

Командор носит знак ордена на шейное орденской ленте и звезду ордена на правой стороне груди.

### Третий класс
— Командор.

Командор носит знак ордена на шейное орденской ленте.

### Четвёртый класс
— Кавалер.

Кавалер носит знак ордена на орденской ленте на левой стороне груди.

### Медали
— Медаль ордена Рамы за отвагу в бою.

Награждённый носит медаль на орденской на ленте с серебряной планкой на левой стороне груди.
 — медаль Ордена Рамы.

Награждённый носит медаль на орденской на ленте на левой стороне груди.

## Описание
Звезда ордена представляет собой знак ордена, обрамлённый восемью серебряными лучами.

Знак ордена изготовляется из золота, покрытого чёрной эмалью, с золотым стилизованным изображением короля Рамы I, повергающего врага. Знаки 1 — 3 классов имеют диаметр 55 мм, знак 4 класса — 45 мм.

Медали изготовляются из серебра в форме знака ордена 4 класса диаметром с рельефным изображением короля Рамы I, повергающего врага.